# Fist of Zen
Fist of Zen ist eine von MTV produzierte Reality-Show, die auf Mutproben basiert. Fünf Freunde müssen dabei an öffentlichen Orten (wie einer Bücherei, einer Kirche, einem Altenheim oder einem Museum) etwa neun Aufgaben sowie eine finale Prüfung bestehen, um dem sogenannten Zenmeister zu beweisen, dass sie seiner würdig sind. Dabei werden sie von Passanten beobachtet. 
Als Vorbild wurde eine Rubrik der japanischen Show Downtown no Gaki no Tsukai ya Arahende!! (bekannt durch Silent Library) verwendet. Der klischeehafte Zenmeister wird von Peter Law gespielt. Durch die spöttischen Kommentare des Zenmeisters (z. B. wenn er am Ende das Geld auswirft: „Nun nehmt dieses bunte Toilettenpapier, das ihr in eurer verdorbenen Gesellschaft gegen Güter eintauschen könnt!“), erhält die Sendung einen gewissen satirischen Anstrich, da diese aufzeigt, wozu junge Menschen bereit sind, um an etwas Geld zu gelangen.

## Aufmachung
Die Handlung weist Parallelen zum berühmten Kung-Fu-Film Die 36 Kammern der Shaolin auf und parodiert diesen. In diesem erlegen Mönche einem Schüler eine große Anzahl quälerische und teils erniedrigende Aufgaben auf, um Shaolin-Kung-Fu erlernen zu dürfen, wobei nacheinander zahlreiche folterähnliche Vorrichtungen zum Einsatz kommen. Der Zenmeister weist große Ähnlichkeiten mit dem Kampfkunst-Meister Pai Mei aus dem Film Kill Bill auf. Die Titelmelodie des Werbetrailers ähnelt zudem dem Song The Lonely Shepherd, der ebenfalls in Kill Bill verwendet wird.

## Ablauf
Der Hintergrund der Serie handelt von einem weisen, alten Zenmeister, der nun an seinem Lebensabend seine Weisheit und Erfahrung an westliche Jugendliche weitergeben möchte. Damit sich diese jedoch würdig erweisen, sind einige Prüfungen vonnöten.
Bei allen Aufgaben außer der letzten wird einer der Teilnehmer durch das Zufallsprinzip ausgewählt. Die Aufgaben finden an öffentlichen Plätzen statt, etwa in einer Bücherei oder einem Altenheim, und sollen „abendländische Stätten der Ruhe“ repräsentieren. Der Teilnehmer muss dann die ihm auferlegte Aufgabe bewältigen, ohne zu sprechen und laute Geräusche zu machen. Oft handelt es sich um schmerzhafte oder eklige Mutproben, wie zum Beispiel saure Milch trinken, gespannte Gummibänder ins Gesicht schnalzen oder auch unangenehmen Gerüchen, wie zum Beispiel vollen Windeln, ausgesetzt werden. Sie werden unter Beteiligung der anderen vier Teilnehmer ausgeführt. Für jede erfolgreich durchgeführte Aufgabe erhält die Gruppe 100 Pfund bzw. Euro.
Die letzte Prüfung besteht darin, binnen 60 Sekunden eine Aufgabe gemeinsam in der Gruppe zu lösen. Bestehen sie diese Prüfung nicht, verlieren sie alle das zuvor gewonnene Geld. Der „2000-jährige Zenmeister“ beobachtet sie während des Spiels durch den „magischen Brunnen von Ling-Ui“ und urteilt, ob der Prüfling die Aufgabe wie ein „echter Zen-Master“ bestanden hat. Vor der letzten Prüfung müssen die Spieler „das Geschirr von Kimosan“ (einfache Fäden) an ihren Geschlechtsteilen festbinden. Der „Zenmeister“ zieht während dieser Prüfung dann an diesen Fäden, um die Ausführung zu erschweren. Frauen bekommen ein Geschirr, das per Saugnapf o. Ä. an den Brustwarzen befestigt wird.
In späteren Folgen wurde die letzte Prüfung durch ein Ritual ersetzt, bei dem die Kandidaten an über den Kopf gezogenen Strumpfhosen festgebunden werden und in einer bestimmten Zeit (gegen den Widerstand des Strumpfes) mit dem Kopf/Gesicht einen Buzzer betätigen müssen.